# Estació de Planoles
Planoles és una estació de ferrocarril propietat d'adif situada a la població de Planoles a la comarca del Ripollès. L'estació es troba a la línia Ripoll-Puigcerdà per on circulen trens de la línia R3 de Rodalies de Catalunya operat per Renfe Operadora, que tot i formar part de Rodalies no té tarifació com a tal.
Aquesta estació del Ferrocarril Transpirinenc, tal com es coneixia la línia de Ripoll a Puigcerdà, va entrar en servei l'any 1922 quan es va obrir el tram entre Ribes de Freser i la Molina, mesos després de l'obertura de la línia fins a Puigcerdà.
L'any 2016 va registrar l'entrada d'11.000 passatgers.
| Rodalia de Barcelona      |                 |       |       |                            |
| Procedència/Destinació    | <               | Línia | >     | Procedència/Destinació     |
| L'Hospitalet de Llobregat | Ribes de Freser |       | Toses | Puigcerdà La Tor de Querol |